# Devojka tvog druga
Devojka tvog druga è un singolo della cantante serba Sandra Afrika pubblicato nel 2013. Questa canzone è la cover di quella in lingua bulgara Neblagodaren di Andrea. Esiste anche una cover realizzata in lingua serba.